# Tours-Sud

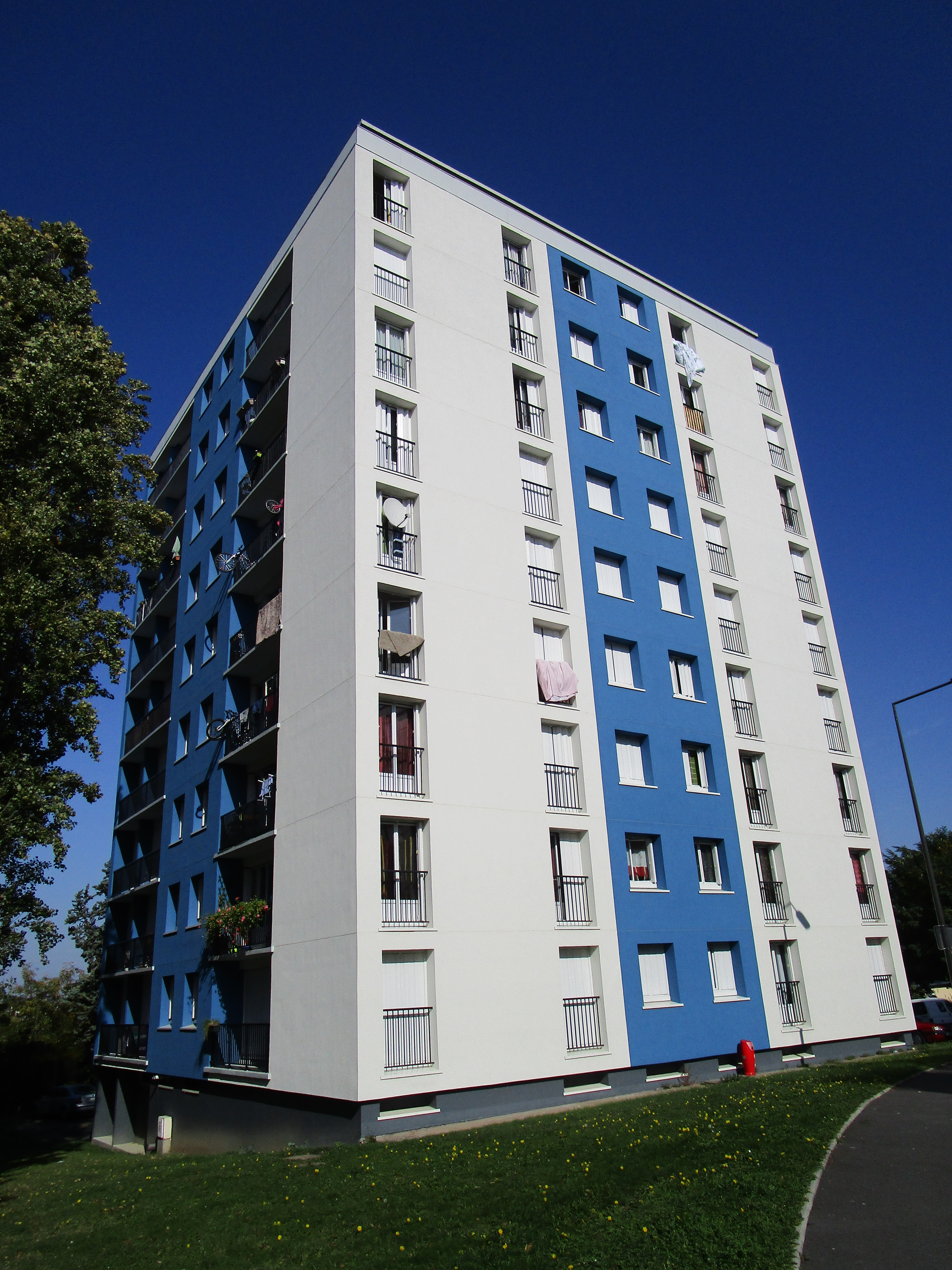
Tour du quartier de La Bergeonnerie.

Tours-Sud désigne la partie la plus méridionale de la ville de Tours. Elle correspond généralement aux quartiers situés au sud du Cher : Montjoyeux, La Bergeonnerie, Les Fontaines et les Deux-Lions. Par extension, on y inclut parfois la rive droite du Cher, à savoir le quartier des Rives du Cher et Rochepinard. 
Avant son urbanisation initiée durant les Trente Glorieuses, la zone était surtout constituée d'espaces boisés et de marécages. Au début des années 1960, la ville commence la réalisation de petits grands ensembles avant de terminer l'aménagement du Cher, qui permet la réalisation des Fontaines dans les années 1970, l'un des plus grands quartiers de la ville. À partir du milieu des années 1990, le nouveau quartier des Deux-Lions émerge. 

## Délimitations

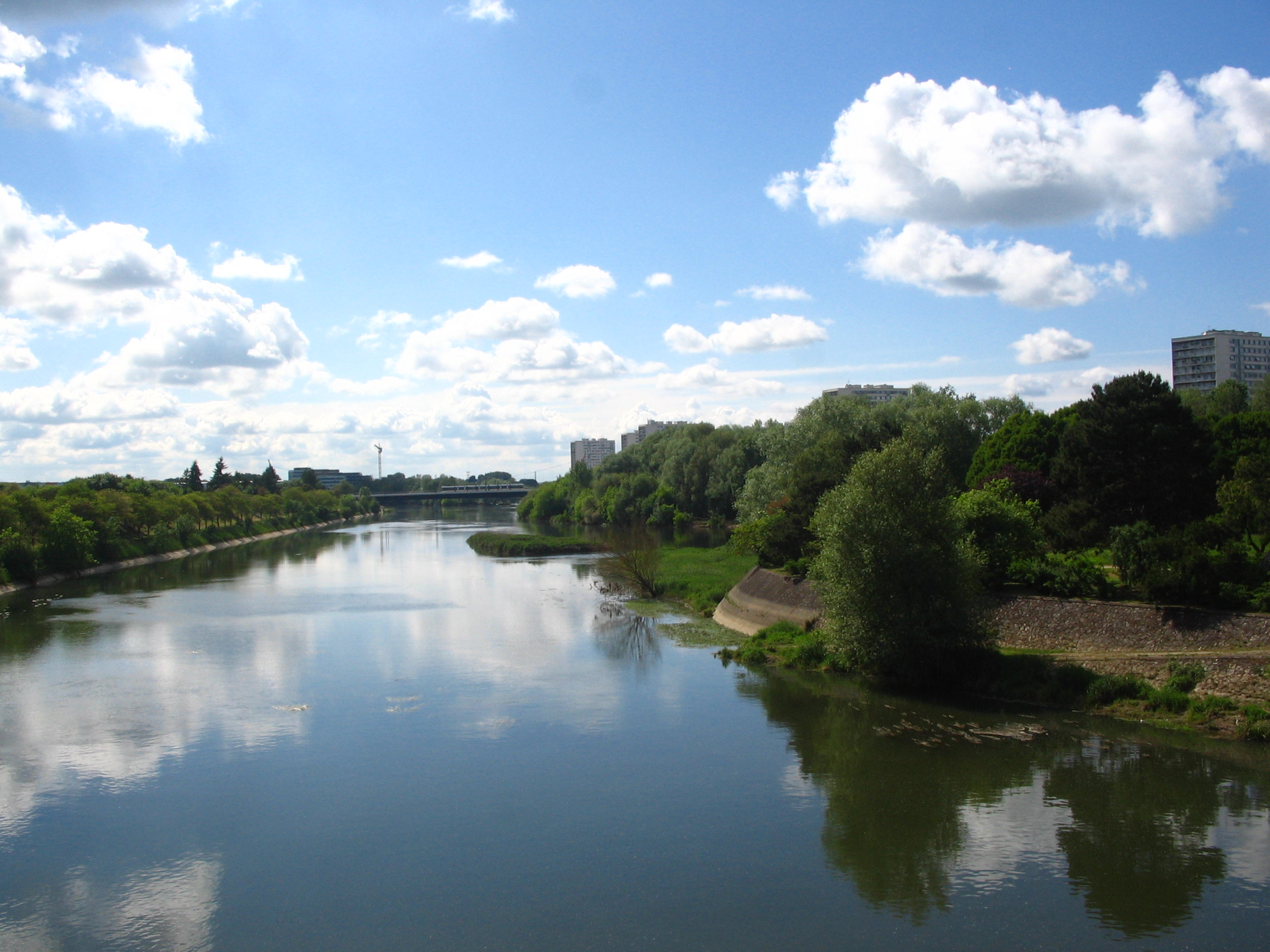
Le Cher est une frontière naturelle de Tours-Sud.

Selon les différentes délimitations, Tours-Sud peut correspondre aux quartiers de la ville de Tours situés au sud du Cher comme dans le plan de zonage 2010 de la ville de Tours. Ainsi, quatre quartiers IRIS de la ville y sont inclus : Montjoyeux-Grandmont, La Bergeonnerie, Les Fontaines et les Deux-Lions.
Dans une autre délimitation issue du Guide des conseils de la vie locale, Tours-Sud peut correspondre à la partie de la ville située de part et d'autre du Cher au sud des boulevards Richard Wagner, Winston Churchill et Louis XI. Le Canton de Tours-Sud délimité au sud par l'avenue du Général de Gaulle, l'avenue de Grammont et le boulevard Winston Churchill n'appartient pas à Tours-Sud selon les deux définitions précédentes.

## Histoire

### Implantation anciennes

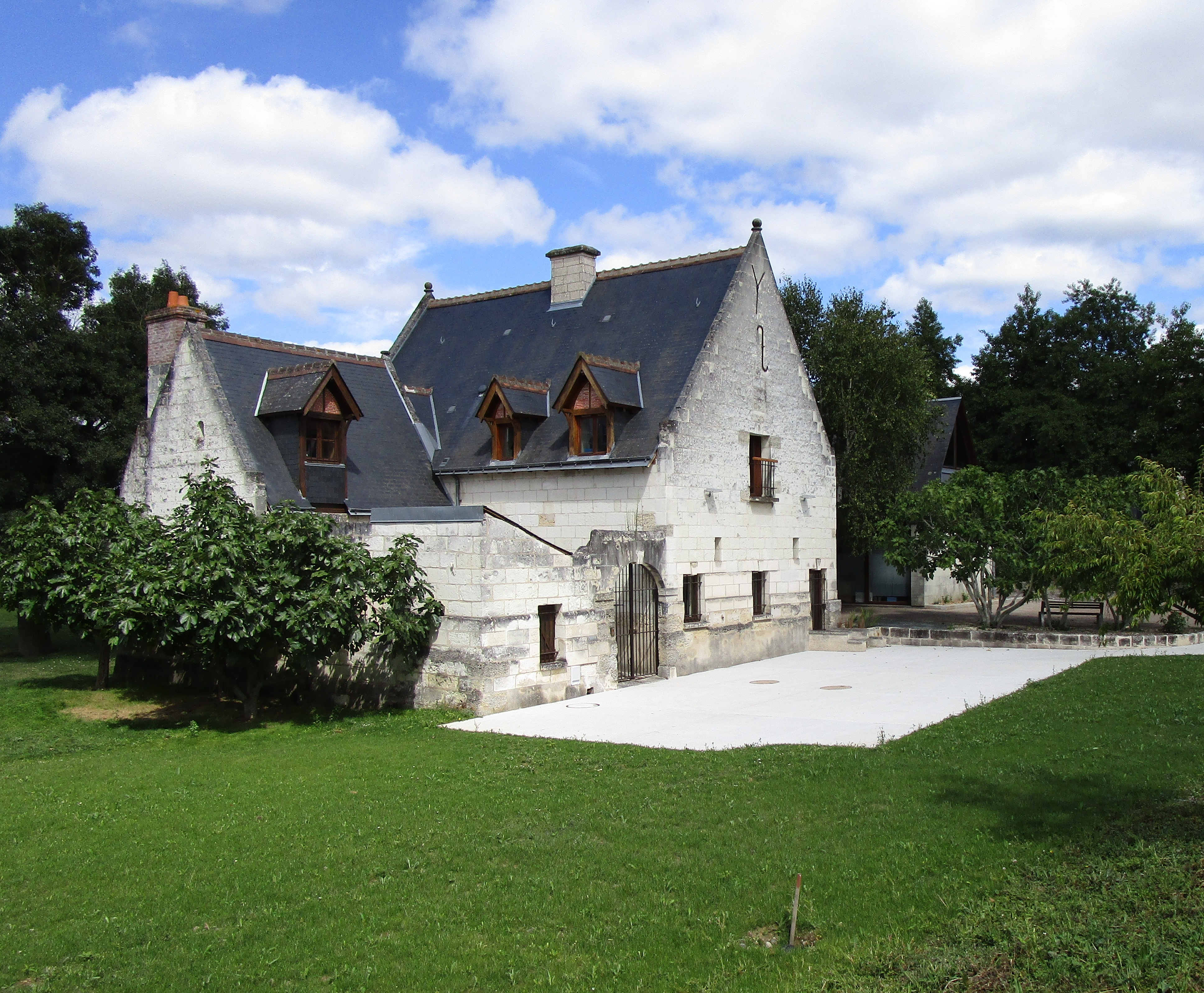
Les Granges-Collières aux Deux-Lions.

En 1823, la fusion de la commune de Saint-Étienne-Extra avec Tours pousse pour la première fois le territoire tourangeau jusqu'au sud du Cher.
Avant la Seconde Guerre mondiale, Tours-Sud est surtout recouverte de forêts et de marécages en dehors de quelques implantations anciennes. Les zones humides sont situées le long du Cher, alors que les zones surélevées de la Bergeonnerie et surtout Montjoyeux sont boisées. Parmi les implantations anciennes, on trouve des petites exploitations agricoles, un monastère de l'ordre de Grandmont, qui donnera son nom au parc du même nom, ou encore sur le même emplacement un château détruit en 1960 pour permettre la création du lycée de Grandmont,.

### Urbanisation des Trente Glorieuses

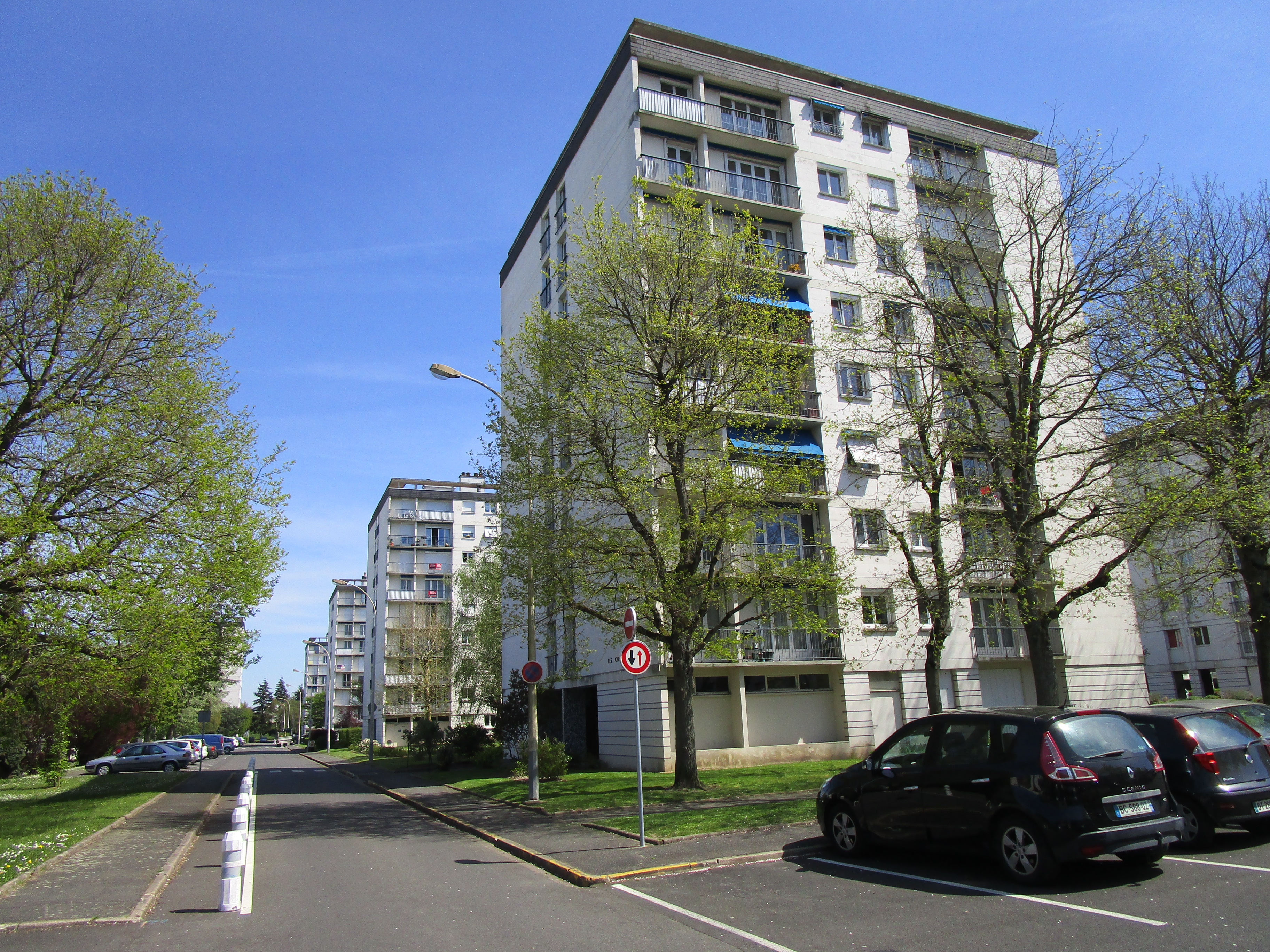
Montjoyeux est le premier grand ensemble bâti à Tours-Sud.

Dans les années 1950, la population tourangelle manquait de logements dans le contexte des Trente Glorieuses, malgré l'aménagement du Sanitas dans le centre qui débute en 1958. Le manque de place dans le centre-ville amena le député-maire de l'époque Jean Royer à rendre habitable une zone marécageuse au sud de l'avenue de Grammont. Dès 1962, des travaux débutèrent pour ériger des digues sur le Cher afin d'éviter tout risque de crue. C'est sur ces terres que le quartier des Rives du Cher sera construit à partir de 1966.

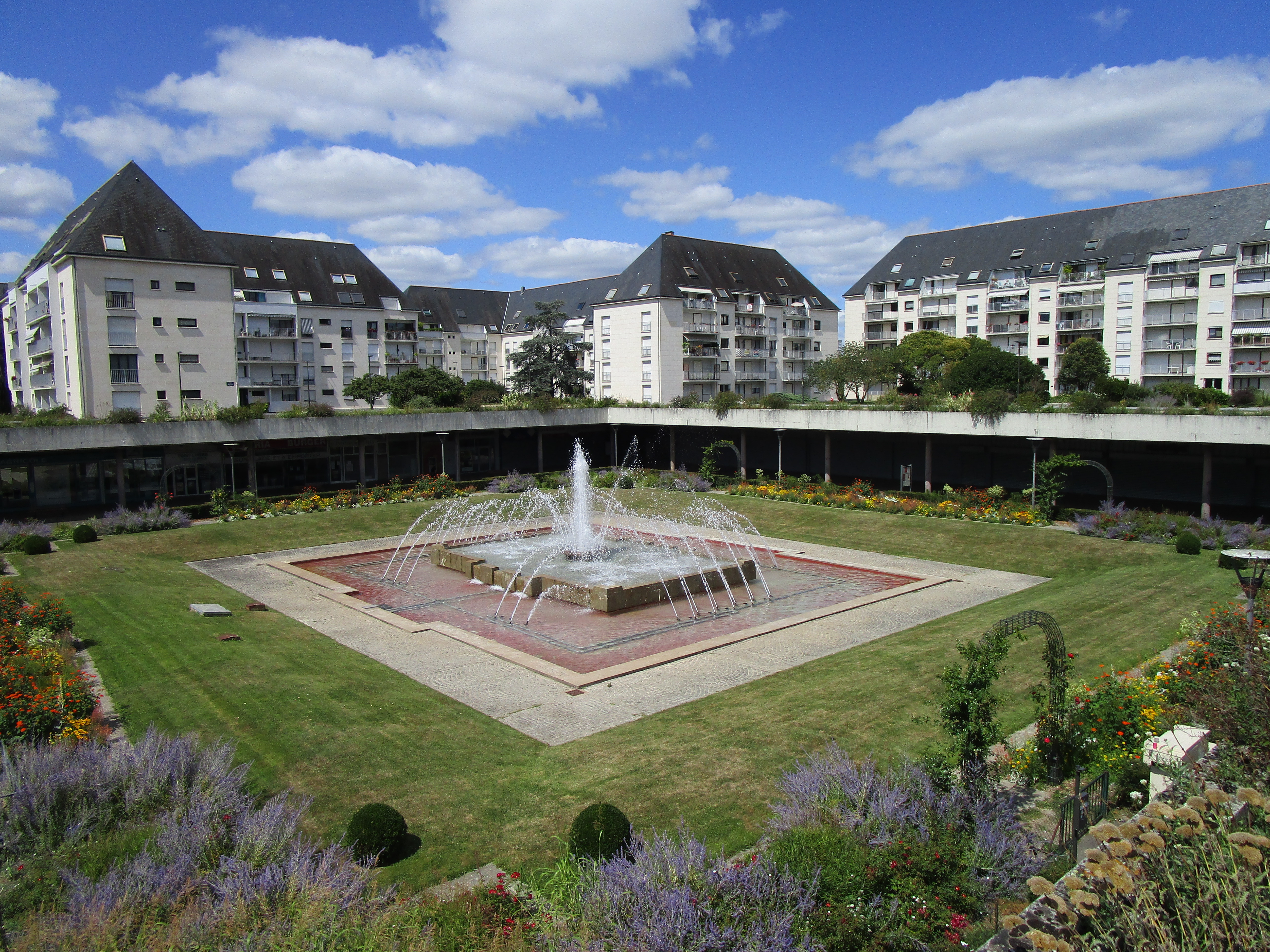
Le quartier des Fontaines de Tours.

Le temps que l'aménagement du Cher se termine, la ville profite de quelques espaces surélevés de Tours-Sud pour commercer à bâtir des logements en dehors des zones humides pour l'instant non constructibles. Le grand ensemble Montjoyeux est le premier à être construit, entre 1963 et 1966, et contient 520 logements. En 1965, deux grands ensembles sont ensuite bâtis à La Bergeonnerie pour 800 logement environ. 
En 1968, la deuxième phase de travaux débute avec pour objectif de récupérer les terres où se trouvent actuellement les Fontaines et Rochepinard. Le Cher est canalisé à l'aide de barrages et dévié en deux bras de 80 mètres et 120 mètres avec une île centrale qui abrite désormais le parc Honoré de Balzac. Ces nouvelles terres complètement asséchées et protégées de nouvelles crues grâce à des digues étanches sont alors déclarées constructibles. 
La troisième phase est entreprise pour créer l'actuel quartier des Fontaines. Les travaux durent 13 ans et le chantier est alors le plus grand d'Europe. L'urbanisation du secteur se termine en 1981 avec plus de 3 600 logements pour 7 000 habitants environ. La ville espérait poursuivre dans la foulée l'urbanisation de l'ensemble de Tours-Sud, avec un technopole aux Deux-Lions et un grand ensemble de même envergure pour la Gloriette. Le ralentissement économique et démographique des années 1980 enterre toutefois ce projet.

### Poursuite du développement: les Deux-Lions

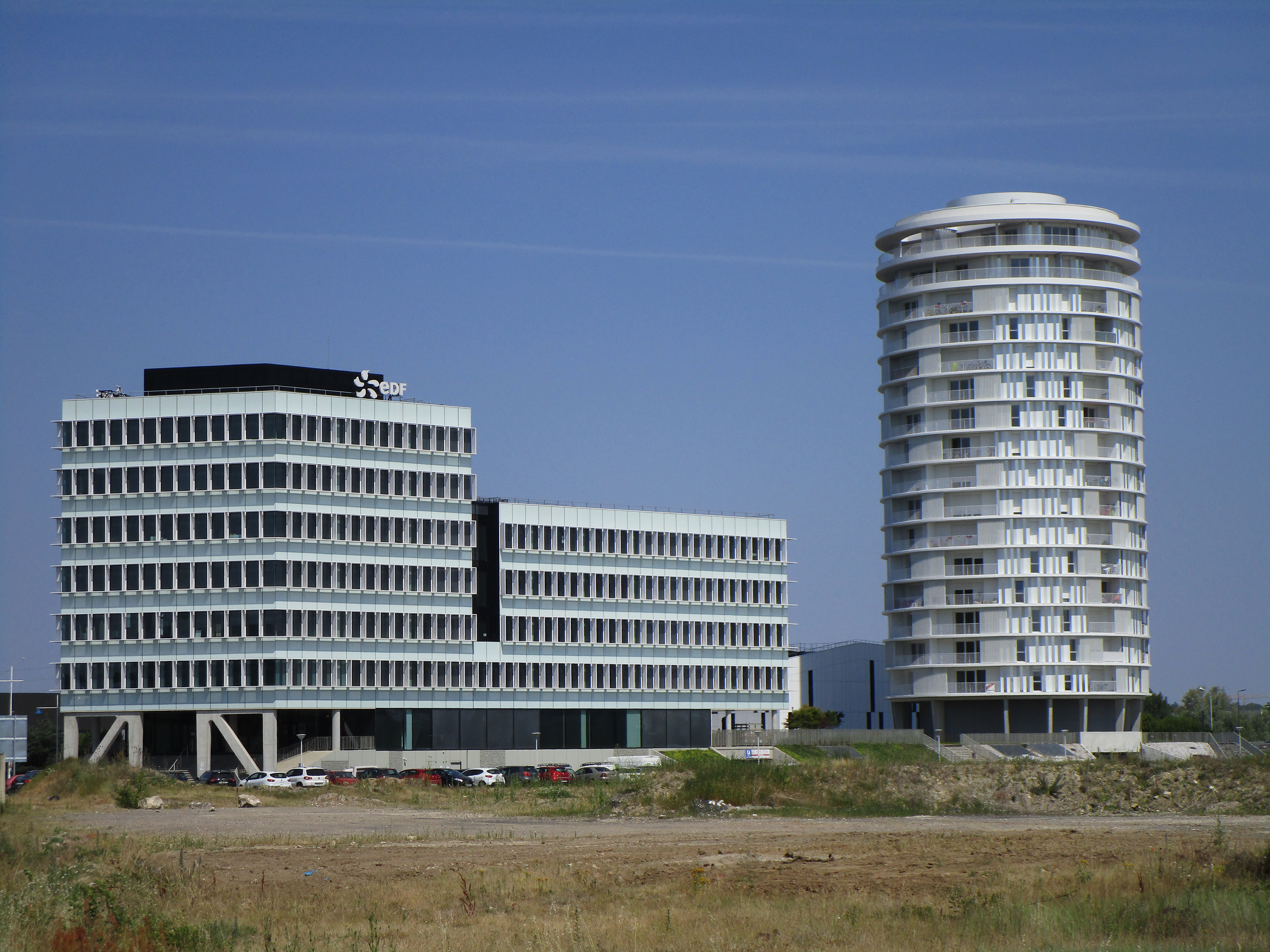
Quartier des Deux-Lions.

En 1995, la nouvelle municipalité menée par Jean Germain entame le développement d'un quartier mixte pour les Deux-Lions, avec d'abord un campus de l'Université de Tours puis des logements et un centre commercial. L'arrivée du tramway en 2013 en fait un quartier charnière entre Tours et Joué-lès-Tours. L'urbanisation du quartier est censée s'achever dans les années 2020, avec l'implantation d'entreprises, loisirs et de nombreux logements. 
En 2013, les quatre quartiers de Tours-Sud situés en dessous du Cher rassemblent 14 949 habitants, soit environ 11 % des habitants de la ville. 